# Samtgemeinde Hitzacker (Elbe)
Die Samtgemeinde Hitzacker (Elbe) war eine Samtgemeinde im niedersächsischen Landkreis Lüchow-Dannenberg. In ihr waren drei Gemeinden zur Erledigung ihrer Verwaltungsgeschäfte zusammengeschlossen. Sitz der Verwaltung der Gemeinde war Hitzacker.
Am 1. November 2006 hat sie sich mit der Samtgemeinde Dannenberg (Elbe) zur neuen Samtgemeinde Elbtalaue zusammengeschlossen.

## Geografie

### Samtgemeindegliederung
Die Samtgemeinde Hitzacker (Elbe) umfasste seit dem 1. Januar 1972 folgende Gebietskörperschaften:
- Die Gemeinde Göhrde – 40,71 km² – 708 Ew.
- Die Stadt Hitzacker (Elbe) – 58,44 km² – 5.057 Ew.
- Die Gemeinde Neu Darchau – 22,64 km² – 1.522 Ew.

Das Niedersächsische Landesamt für Statistik zählt das gemeindefreie Gebiet Göhrde nicht zur Samtgemeinde Hitzacker (Elbe). Die Größe von 121,61 km² umfasste allein die drei Mitgliedsgemeinden.
(Einwohnerzahlen: Stand 30. Juni 2005)
Insgesamt lebten diese 7.287 Einwohner auf 173,60 km² (42,0 Ew./km²) bzw. ohne Berücksichtigung des gemeindefreien Gebietes auf 121,79 km² (59,8 Ew./km²).

## Politik

### Samtgemeinderat
Dem letzten Samtgemeinderat von Hitzacker gehörten neben dem Samtgemeindebürgermeister 20 Mitglieder an.
- CDU – 7 Sitze
- SPD – 6 Sitze
- FDP – 4 Sitze
- GLW – 2 Sitze
- WIR – 1 Sitz

### Samtgemeindebürgermeister
Samtgemeindebürgermeister war Jochen Langen-Deichmann.